# Fußballnationalmannschaft von Martinique
Die Fußballnationalmannschaft von Martinique ist die Nationalmannschaft des französischen Übersee-Départements Martinique. Martinique ist kein Mitglied des Weltfußballverbandes FIFA und nimmt daher auch nicht an Qualifikationsspielen zu Fußball-Weltmeisterschaften teil. Als Mitglied des Regionalverbandes CONCACAF nimmt man aber an den Qualifikationsspielen zum CONCACAF Gold Cup teil.

## Geschichte
Beim CONCACAF Gold Cup kam die Mannschaft 2002 bis ins Viertelfinale, wo man dann gegen Kanada im Elfmeterschießen unterlegen war. 1993 konnte die Mannschaft durch ein 6:5 n. E. gegen Jamaika die Fußball-Karibikmeisterschaft gewinnen.
Bei der 2008 im Großraum Paris erstmals ausgetragenen Coupe de l’Outre-Mer, an der sieben Nationalmannschaften aus den französischen überseeischen Besitzungen teilnahmen, stieß Martinique bis ins Endspiel vor, in dem sie Réunion mit 0:1 unterlag. 2010 gewann Martinique das Turnier; im Finale spielte die Mannschaft erneut gegen Réunion.

## Turnierteilnahmen

### Fußball-Weltmeisterschaft
- 1930 bis 2026 – nicht teilgenommen (kein FIFA-Mitglied)

### CONCACAF Gold Cup
- 1991 – nicht qualifiziert
- 1993 – Vorrunde
- 1996 – nicht qualifiziert
- 1998 – nicht teilgenommen
- 2000 – nicht qualifiziert
- 2002 – Viertelfinale
- 2003 – Vorrunde
- 2005 bis 2011 – nicht qualifiziert
- 2013 – Vorrunde
- 2015 – nicht qualifiziert
- 2017 – Vorrunde
- 2019 – Vorrunde
- 2021 – Vorrunde
- 2023 – Vorrunde

Am Vorgängerturnier, dem Nations Cup nahm Martinique nie teil.

### Fußball-Karibikmeisterschaft
- 1989 – Vorrunde
- 1990 – Vorrunde
- 1991 – Vorrunde
- 1992 – 3. Platz
- 1993 – Karibikmeister
- 1994 – 2. Platz
- 1995 – Vorrunde
- 1996 – 3. Platz
- 1997 – Vorrunde
- 1998 – Vorrunde
- 1999 – Vorrunde
- 2001 – 3. Platz
- 2005 – Vorrunde
- 2007 – Vorrunde
- 2008 – Vorrunde
- 2010 – Vorrunde
- 2012 – 4. Platz
- 2014 – Vorrunde
- 2017 – 4. Platz

### Coupe de l’Outre-Mer
- 2008: Zweiter
- 2010: Sieger
- 2012: Zweiter

## Trainer
- Raymond Destin (1992–1994)
- Théodore Antonin (2001–2004)
- Henri Alonzeau (2004–2005)
- Guy-Michel Nisas (2006–2010)
- Patrick Cavelan (2011–2013)
- Louis Marianne (2014–2016)
- Jean-Marc Civault (2016–2017)
- Mario Bocaly (2017–2021)
- Marc Collat (seit 2021)

## Bekannte Spieler
- José-Karl Pierre-Fanfan (Al-Sailiya, früher u. a. Paris Saint-Germain und Glasgow Rangers)
- Gérard Janvion (ehemaliger französischer Nationalspieler/WM-Teilnehmer 1978 und 1982)